# Sorhoanus binotatus
Sorhoanus binotatus är en insektsart som beskrevs av Kuoh 1985. Sorhoanus binotatus ingår i släktet Sorhoanus och familjen dvärgstritar. Inga underarter finns listade i Catalogue of Life.